# Souligné-Flacé
Souligné-Flacé és un municipi francès situat al departament del Sarthe i a la regió de País del Loira. L'any 2007 tenia 736 habitants.

## Demografia

### Població
El 2007 la població de fet de Souligné-Flacé era de 736 persones. Hi havia 257 famílies de les quals 39 eren unipersonals (26 homes vivint sols i 13 dones vivint soles), 86 parelles sense fills, 128 parelles amb fills i 4 famílies monoparentals amb fills.
La població ha evolucionat segons el següent gràfic:
Habitants censats

### Habitatges
El 2007 hi havia 288 habitatges, 259 eren l'habitatge principal de la família, 12 eren segones residències i 17 estaven desocupats. 283 eren cases i 4 eren apartaments. Dels 259 habitatges principals, 223 estaven ocupats pels seus propietaris, 35 estaven llogats i ocupats pels llogaters i 1 estava cedit a títol gratuït; 3 tenien una cambra, 10 en tenien dues, 24 en tenien tres, 67 en tenien quatre i 155 en tenien cinc o més. 196 habitatges disposaven pel capbaix d'una plaça de pàrquing. A 86 habitatges hi havia un automòbil i a 164 n'hi havia dos o més.

### Piràmide de població
La piràmide de població per edats i sexe el 2009 era:
| Homes | Edats   | Dones |
| ----- | ------- | ----- |
| 0     | 95 o +  | 0     |
| 0     | 90 a 94 | 0     |
| 0     | 85 a 89 | 0     |
| 8     | 80 a 84 | 8     |
| 8     | 75 a 79 | 4     |
| 4     | 70 a 74 | 12    |
| 20    | 65 a 69 | 8     |
| 4     | 60 a 64 | 8     |
| 16    | 55 a 59 | 4     |
| 16    | 50 a 54 | 20    |
| 44    | 45 a 49 | 40    |
| 32    | 40 a 44 | 16    |
| 24    | 35 a 39 | 32    |
| 32    | 30 a 34 | 36    |
| 24    | 25 a 29 | 12    |
| 16    | 20 a 24 | 16    |
| 20    | 15 a 19 | 28    |
| 20    | 10 a 14 | 20    |
| 48    | 5 a 9   | 24    |
| 8     | 0 a 4   | 16    |

## Economia
El 2007 la població en edat de treballar era de 505 persones, 406 eren actives i 99 eren inactives. De les 406 persones actives 380 estaven ocupades (197 homes i 183 dones) i 26 estaven aturades (11 homes i 15 dones). De les 99 persones inactives 32 estaven jubilades, 34 estaven estudiant i 33 estaven classificades com a «altres inactius».

### Ingressos
El 2009 a Souligné-Flacé hi havia 265 unitats fiscals que integraven 752 persones, la mediana anual d'ingressos fiscals per persona era de 18.247 €.

### Activitats econòmiques
Dels 15 establiments que hi havia el 2007, 1 era d'una empresa de fabricació d'altres productes industrials, 4 d'empreses de construcció, 3 d'empreses de comerç i reparació d'automòbils, 2 d'empreses d'hostatgeria i restauració, 2 d'empreses de serveis, 2 d'entitats de l'administració pública i 1 d'una empresa classificada com a «altres activitats de serveis».
Dels 5 establiments de servei als particulars que hi havia el 2009, 1 era un guixaire pintor, 1 fusteria, 1 lampisteria, 1 perruqueria i 1 restaurant.
L'any 2000 a Souligné-Flacé hi havia 30 explotacions agrícoles que ocupaven un total de 980 hectàrees.

## Equipaments sanitaris i escolars
El 2009 hi havia una escola elemental.

## Poblacions més properes
El següent diagrama mostra les poblacions més properes.